# Bomolocha innocua
Bomolocha innocua är en fjärilsart som beskrevs av Alfred Ernest Wileman och Reginald James West 1930. 
Bomolocha innocua ingår i släktet Bomolocha och familjen nattflyn. Inga underarter finns listade i Catalogue of Life.